# Ophélie Bau
Pour les articles homonymes, voir BAU.
Ophélie Bau, de son vrai nom Ophélie Baufle, est une actrice française née le 29 juillet 1992 à Besançon. Elle est connue pour avoir joué dans les films Mektoub, my love: canto uno et Mektoub, my love: intermezzo d'Abdellatif Kechiche.

## Biographie
Ophélie Bau est née en 1992 à Besançon, d'un père avocat et d'une mère au foyer. En 2014 à l'âge de vingt et un ans elle participe à un concours de miss et en devient lauréate pour la ville. Elle tente les cours Florent à Montpellier, et obtient le premier rôle féminin dans Mektoub, my love: canto uno d'Abdellatif Kechiche.

### Carrière cinématographique
Malgré l'arrêt de ses études de théâtre, Ophélie Bau postule en 2015 pour figurer dans la série Candice Renoir. Elle sera finalement rappelée pour tourner dans le projet d'Abdellatif Kechiche, Mektoub, my love: canto uno. Ophélie Bau y effectue sa première scène de nu à l'écran. Son apparition en tant qu'actrice principale du long métrage sera particulièrement remarquée par la presse nationale, entre autres par Gala et Le Parisien. En 2018, elle repart en tournage pour interpréter à nouveau le rôle d'Ophélie dans la suite du film Mektoub, My Love. Intermezzo se place comme une transition entre le premier volet et un troisième volet intitulé Canto Due qui est d'ores et déjà prévu. Les deuxième et troisième volets doivent être tournés simultanément.
Le film Mektoub, my love: intermezzo est projeté quatre jours après son montage final lors de la 72e édition du festival de Cannes le 23 mai 2019. Le film crée le scandale, et un vaste débat dès le lendemain. En effet, les scènes de sexe choquent par leur crudité telle que beaucoup de spectateurs, dont Ophélie Bau elle-même, quittent la salle avant la fin. Sur le tournage, Kechiche aurait exigé « une scène de sexe non simulée »,. L'actrice ne se présente pas à la séance photo et à la conférence de presse du 24 mai, laissant planer le doute sur une éventuelle brouille avec le réalisateur. Durant la conférence de presse, le réalisateur Abdellatif Kechiche refuse de commenter cette absence très remarquée lorsque la question est abordée.
Durant la controverse, elle reçoit le soutien de l'ex-actrice pornographique et autrice Ovidie, qui déclare avoir vécu, en 2001, une expérience similaire lors de la projection du film Le Pornographe de Bertrand Bonello, qui contient aussi des scènes de sexe non simulées, et de nombreuses autres féministes.
Ophélie Bau est nommée au César 2019 du meilleur espoir féminin.
En 2025 sort Mektoub, My Love: canto due d'Abdellatif Kechiche au cinema. Le film est présenté en compétition au Festival international du film de Locarno 2025.

## Filmographie

### Cinéma
- 2018 : Mektoub, my love: canto uno d'Abdellatif Kechiche : Ophélie
- 2019 : Mektoub, my love: intermezzo d'Abdellatif Kechiche : Ophélie
- 2020 : Grace de Marion Filloque et Ophélie Bau (court-métrage) : Grace
- 2020 : Vaurien de Peter Dourountzis : Maya
- 2020 : Fake de Lou-Brice Léonard (court-métrage) : Sarah
- 2020 : Des feux dans la nuit de Dominique Lienhard : Maya
- 2021 : Free Like Air d'Abdolreza Kahani : Amber
- 2021 : Loving (court-métrage) de Thibaut Buccellato :
- 2021 : La Vie d'avant (court-métrage) d'Anaïs Deban : Délia
- 2023 : Le Marchand de sable de Steve Achiepo : Aurore
- 2023 : La Grande Ourse (court-métrage) de Anthony Bajon : Alexia
- 2023 : La sirène se marie (court-métrage) de Achraf Arjaoui : Jeanne
- 2025 : Mektoub, My Love: canto due d'Abdellatif Kechiche : Ophélie

### Télévision
- 2023 : B.R.I., série télévisée de Jérémie Guez : Vanessa
- 2024 : Fortune de France de Christopher Thompson : Franchou

### Clips
- 2021 : Casino[13] de Disiz